# Multa poenitentialis
Multa Poenitentialis, ett avtalsbestämt belopp vars erläggande befriar en part från att fullgöra ett avtal. Kan likställas med en klausul om att friköpa sig från ansvar.